# František Bauer (ekonom)
František Bauer (29. listopadu 1852, Jemnice – 3. září 1909, Chrudim) byl český ekonom, zemědělský odborník, pedagog a publicista.

## Biografie
František Bauer se narodil v roce 1852 v Jemnici v rodině pekařského mistra Antona Bauera a jeho ženy Anny Sedlmayerové. V roce 1885 nastoupil na pozici pedagog a správce na Zimní hospodářskou školu v Kuklenách u Hradce Králové a roku 1887 stál u založení hospodyňské školy ve Stěžerách. V září roku 1892 se oženil s Marií Vamberovou, v roce 1895 nastoupil na pozici ředitele České rolnické školy v Kostelci nad Orlicí a v roce 1902 odešel do Chrudimi, kde nastoupil na pozici ředitele České střední hospodářské školy v Chrudimi. Působil také jako hostující učitel po různých vesnicích v českých zemích, kde přednášel primárně o zemědělské problematice.
V září roku 1909 František Bauer zemřel a následně byl pohřben na chrudimském hřbitově U Kříže.
Působil také jako redaktor časopisů jako je Hlasatel, Obzor hospodářský a další. Vydával také různé knihy z oblasti pěstování a zemědělství.